# Apple Intelligence
Apple Intelligence је платформа вештачке интелигенције коју је развио Apple Inc. Ослања се на комбинацију обраде на уређају и серверу. Apple Intelligence ће бити бесплатан свим корисницима одговарајућих уређаја. Покретање је заказано за 2025.